# Църноевичи
Църноевичи (на сръбски: Црнојевићи) е сръбска владетелска фамилия, господари на областта Зета в днешна Черна гора и цялото княжество от 1451 до 1498 г.
Фамилията произхожда от Зетска област, където в края на 14-ти век притежават земи в близост до Адриатика. Запазват позициите си благодарение на съюза с Венеция, гарантиращ тяхната независимост. През 1451 г. венецианците провъзгласяват войводата Стефан Църноевич за свой наместник (1451 – 1465) – капетан в планинска Зета и адриатическите приморски области. Той сключва брак с Мария Кастриоти, сестра на водача на албанската борба за независимост Скендербег. Наследява го синът му Иван (1465 – 1490), който се опитва да се освободи от венецианската опека, но опасността от страна на османците го принуждава да се примири със своя васалитет. През 1479 г. султанът предприема решителни действия за завладяване на Албания, от които пострадват и владенията на Църноевичи. Войводата Иван е принуден да търси спасение в Неапол. Завръща се през 1481 г., след смъртта на султан Мехмед II Фатих, когато започва борба за османския престол. За да запази властта си, приема сюзеренитета на султана. Има трима синове: Георги IV (Джурадж IV), Стефан и Станко (Станиша). Последният е изпратен в Истанбул като гарант за верността на баща си към османците. Там приема исляма и получава името Скендер.
След смъртта на Иван властта в Зета и Черна гора поема първородният му син Георги IV (Джурадж IV) (1490 – 1496). Силно повлиян от италианската ренесансова култура, той създава първата печатница към основания от баща му Цетински манастир, станал по-късно седалище на черногорските митрополити. Съпругата му Елизабета Ерицо е италианка от знатен венециански род. Конфликтът между него и брат му Стефан задълбочава слабостта на държавата. С турска помощ Стефан прогонва Джурадж във Венеция и сам поема управлението (1496 – 1498). Задържа се кратко време на престола, тъй като е заловен и затворен от шкодренския санджакбей. Джурадж се завръща и също търси османска помощ, за да си върне властта. В Истанбул е принуден да се откаже от черногорските си владения, срещу които получава имение в Анадола. Умира там в началото на 16-ти век, може би приел исляма.
Скендер (Станко, Станиша), третият син на войводата Иван, се появява в историята през 1514 г., когато е назначен от султана за санджакбей на Черна гора и управлява тези земи до смъртта си през 1528 г. Съществуват сведения, че потомците на войводата Джураджж, установили се във Венеция, са живели до 1636 г.